# پرلووتش
پرلووتش (به چکی: Přelouč) یک منطقهٔ مسکونی و شهرستان دارای شهرک سابقاً روستا در جمهوری چک است که در ناحیه پاردوبیتسه واقع شده‌است. پرلووتش ۹٬۰۳۶ نفر جمعیت دارد.